# Medio Oriente
Il Medio Oriente è una regione storico-geografica che comprende territori dell'Asia occidentale e dell'Africa settentrionale (Egitto) e in esso a volte è distinto anche il cosiddetto Vicino Oriente: arabi, persiani e turchi costituiscono i maggiori gruppi etnici per numero di abitanti, mentre curdi, azeri, ebrei, assiri, armeni, circassi, berberi e altri gruppi formano minoranze significative, mentre le tre principali religioni abramitiche (ebraismo, cristianesimo e Islam) sono sorte proprio in quest'area.

## Etimologia
Storicamente l'espressione "Medio Oriente" ha origini molto antecedenti all'avvento del colonialismo. Nel suo Historiae Adversum Paganos (416), lo storico romano Paulus Orosius (374-420) fece ad esempio riferimento a una delegazione spagnola di stanza a Babilonia (odierno Iraq) usando l’espressione «medio Oriente» («Hispanorum Gallorumque legatio in medio Oriente apud Babylonam»), mentre quattordici secoli dopo Goethe utilizzò l'espressione «Mittlerer Orient» per riferirsi alla Persia e alle aree limitrofe . Alla metà dell'Ottocento venne ripresa dall'India Office britannico. In origine si riferiva però a una regione diversa da quella attuale: quella tra Arabia e India. Venne riportata dallo stratega navale statunitense Alfred Thayer Mahan nel 1902 e usata poi dagli americani nel significato attuale, che andò imponendosi.
Nel periodo coloniale, l'odierno Medio Oriente ricadeva nel cosiddetto Near East ("Vicino Oriente"), che indicava per il Foreign Office e il Ministero delle Colonie il mondo arabo sottoposto al dominio ottomano, esteso dall'allora Reggenza di Algeri all'odierna Turchia; pertanto, vi era inclusa la stessa Grecia che era parte integrante dell'Impero ottomano "vicino-orientale" e se ne rese indipendente solo nel 1820-21. L'espressione Far East ("Estremo Oriente") si riferiva infine all'area che si estendeva ancor più a oriente dell'India ed è tuttora utilizzata.
Un equivalente di ciò, con qualche minore differenziazione, fu usato anche dalla Francia che impiegava (e tuttora impiega) correntemente i termini Proche-Orient, Moyen-Orient ed Extrême-Orient. L'espressione "Medio Oriente" è comunque stata recepita e usata nel mondo arabo (al-Sharq al-awsat) che peraltro ricorre assai più volentieri al termine Màghreb ("Occidente") per identificare i paesi nordafricani, con l'eccezione dell'Egitto per il quale, verso le aree arabofone più orientali, si usa appunto il termine Màshreq ("Oriente").
La confusione non si pone invece per le aree "vicino-orientali" d'età antica (precedenti alla conquista araba) per le quali è stata adottata oramai l'espressione accademicamente attestata di "Vicino Oriente antico". Si tratta quindi di una convenzione geografico-politica legata a storia e storiografia delle potenze occidentali: Gran Bretagna, Francia e Stati Uniti. In ogni caso non può venir utilizzata come sinonimo di "Stati arabi" (visto che comprende Israele, Turchia e Iran) o "Stati islamici", visto che comprende appunto Israele e altri Stati con forti minoranze religiose non-musulmane e non comprende ad esempio quelli a maggioranza musulmana più popolosi, Indonesia e Pakistan.

## Società

### Demografia
Il Medio Oriente è una regione molto eterogenea dal punto di vista etnico, linguistico e religioso.
Gli arabi costituiscono il principale gruppo etnico in Medio Oriente. Sono per la maggior parte musulmani, anche se vi è una cospicua minoranza di arabi cristiani. Costituiscono un gruppo fortemente eterogeneo e l'identità araba è molto complessa da definire, anche se trova il proprio comune denominatore nella lingua araba. Rappresentano maggioranze significative nella penisola arabica, in Egitto, in Levante e in Iraq; cospicue comunità arabe vivono in Israele, Iran e Turchia. In Egitto vi è una vasta e antica comunità cristiana di identità copta.
I Drusi, minoranza araba che pratica una religione monoteistica ed esoterica, si trovano principalmente in Siria, Libano, Israele e Giordania.
I Turchi  sono concentrati principalmente in Anatolia; comunità turche rappresentano minoranze significative a Cipro e nei Paesi arabi. Sono di etnia turca anche gli azeri, distribuiti principalmente tra le regioni nord-occidentali dell'Iran e l'Azerbaigian.
In Iran sono distribuite principalmente popolazioni di lingua iranica, tra le quali i persiani rappresentano la maggioranza. Di lingua iranica sono anche i curdi, concentrati tra Turchia sud-orientale, Iraq settentrionale, parte dell'Iran occidentale e alcuni lembi della Siria, nella regione nota anche come Kurdistan.
Israele rappresenta l'unico Paese al mondo a maggioranza ebraica. Gli ebrei israeliani discendono per la maggior parte da immigrati giunti nella regione tra il XIX e il XXI secolo dall'Europa, dal Maghreb e dal resto del Medio Oriente e formano un gruppo molto eterogeneo, anche se accomunato dalla religione ebraica. Strettamente legati agli ebrei sono i samaritani, concentrati tra Cisgiordania e Israele. Sono poi diffusi armeni, greci e popolazioni di lingua aramaica. Queste ultime sono in gran parte di religione cristiana. Le popolazioni di lingua aramaica a est dell'Eufrate si identificano principalmente come assiri.
Gli armeni risiedono principalmente nel Caucaso; comunità armene vivono poi anche in Siria e nel Libano. Diffusa un tempo anche nell'odierna Turchia orientale, la comunità armena ha subito il genocidio all'inizio del XX secolo da parte degli Ottomani, nell'ambito della prima guerra mondiale. Comunità greche si trovano a Cipro, dove formano la maggioranza della popolazione; un tempo numerose anche in alcuni territori dell'odierna Turchia, come nella regione di Smirne, nel Ponto e in Cappadocia, furono espulse nei primi anni 1920.
Nelle zone desertiche della penisola arabica vi sono popoli nomadi, ma nella maggior parte della regione la popolazione vive in villaggi e in città. Di solito la popolazione urbana è più numerosa di quella rurale e tende ad aumentare per l'immigrazione dalle campagne. Alcune città hanno origini antichissime (si citano ad esempio Gerusalemme, Damasco e Baghdad) e superano il milione di abitanti. Tra le città principali vi sono Istanbul, in Turchia, Teheran, capitale dell'Iran, e Il Cairo, in Egitto.
La regione è interessata da vasti fenomeni migratori: notevoli sono gli spostamenti dai paesi del subcontinente indiano verso i paesi del golfo. I conflitti che hanno interessato la regione nel corso del XX secolo hanno portano a una vaste migrazioni interne di rifugiati e verso l'Europa. Vi è poi il fenomeno dell'Aliyah verso Israele.

## Politica

### Paesi e territori
La tabella che segue elenca gli Stati che rientrano nella definizione comune di Medio Oriente, e corrisponde ai territori appartenenti all'Asia occidentale, con l'esclusione della regione del Caucaso, più l'Egitto.
Lo Stato di Palestina non ha confini ufficialmente definiti. I dati si riferiscono ai territori palestinesi della Cisgiordania e della Striscia di Gaza. La Palestina rivendica Gerusalemme Est come propria capitale, sebbene la città sia sotto il controllo di Israele dal 1967.
| Paese               | Area km²  | Popolazione | Densità abitanti per km² | Capitale                                                     |
| ------------------- | --------- | ----------- | ------------------------ | ------------------------------------------------------------ |
| Arabia Saudita      | 2 149 690 | 35 939 806  | 16,7                     | Riyadh                                                       |
| Bahrein             | 760       | 1 553 886   | 2 044,5                  | Manama                                                       |
| Cipro               | 9 251     | 1 308 120   | 141,4                    | Nicosia                                                      |
| Emirati Arabi Uniti | 83 600    | 9 973 449   | 119,2                    | Abu Dhabi                                                    |
| Egitto              | 1 001 450 | 109 546 720 | 109,3                    | Il Cairo                                                     |
| Giordania           | 89 342    | 11 086 716  | 124,0                    | Amman                                                        |
| Iraq                | 438 317   | 41 266 109  | 94,1                     | Baghdad                                                      |
| Iran                | 1 648 195 | 87 590 873  | 53,1                     | Teheran                                                      |
| Israele             | 21 937    | 9 043 387   | 412,2                    | Gerusalemme (non riconosciuta dalla comunità internazionale) |
| Kuwait              | 17 818    | 3 103 580   | 174,1                    | Kuwait                                                       |
| Libano              | 10 400    | 5 331 203   | 512,6                    | Beirut                                                       |
| Oman                | 309 500   | 3 833 465   | 12,3                     | Mascate                                                      |
| Palestina           | 6 220     | 5 088 504   | 818,0                    | Gerusalemme Est (de jure) / Ramallah (de facto)              |
| Qatar               | 11 586    | 2 532 104   | 218,5                    | Doha                                                         |
| Siria               | 185 180   | 17 951 639  | 96,9                     | Damasco                                                      |
| Turchia             | 783 562   | 83 593 483  | 106,6                    | Ankara                                                       |
| Yemen               | 527 968   | 31 565 602  | 59,7                     | San'a                                                        |
| Totale              | 7 294 776 | 460 308 646 | 63,1                     |                                                              |